# Hatzendorf
Hatzendorf är en ort i  kommunen Fehring i Österrike. Den ligger i distriktet Südoststeiermark i förbundslandet Steiermark.
Hatzendorf var tidigare en självständig kommun, men blev den 1 januari 2015 en del av kommunen Fehring. Kommunen bestod av sex orter (Ortschaften) (inom parentes invånarantal 1 januari 2024):

- Habegg (165)
- Hatzendorf (750)
- Oedgraben (108)
- Stang bei Hatzendorf (305)
- Tiefenbach (196)
- Unterhatzendorf (95)